# 1995-ös magyar tekebajnokság
Az 1995-ös magyar tekebajnokság az ötvenhetedik magyar bajnokság volt. A bajnokságot április 29. és 30. között rendezték meg, a férfiakét Sárisápon, a Bányász pályáján, a nőkét Nyergesújfalun, a Magyar Viscosa pályáján.

## Eredmények
| Versenyszám            | Arany                                                        | Arany | Ezüst                                            | Ezüst | Bronz                                         | Bronz |
| ---------------------- | ------------------------------------------------------------ | ----- | ------------------------------------------------ | ----- | --------------------------------------------- | ----- |
| Férfi napi egyéni      | Hergéth Zoltán Ferencvárosi TC                               | 925   | Szabó Sándor Ferencvárosi TC                     | 924   | Makkai Miklós Elmax Vasas                     | 915   |
| Férfi páros            | Makkai Miklós, Papp Béla Elmax Vasas                         | 1839  | Rákos József, Hergéth Zoltán Ferencvárosi TC     | 1822  | Bóta Ervin, Vincze Zoltán Bélapátfalvi Építők | 1783  |
| Férfi összetett egyéni | Makkai Miklós Elmax Vasas                                    | 1877  | Mészáros József BKV Előre                        | 1822  | Hergéth Zoltán Ferencvárosi TC                | 1814  |
| Női napi egyéni        | Bíró Zsuzsanna BKV Előre                                     | 460   | Kovácsné Grampsch Ágota Ferencvárosi TC          | 458   | Czéró Ildikó Köfém SC                         | 444   |
| Női páros              | Kovácsné Grampsch Ágota, Tóthné Danka Mónika Ferencvárosi TC | 946   | Herczegné Vajda Gabriella, Czéró Ildikó Köfém SC | 870   | Drajkó Imréné, Bíró Zsuzsanna BKV Előre       | 867   |
| Női összetett egyéni   | Kovácsné Grampsch Ágota Ferencvárosi TC                      | 956   | Bíró Zsuzsanna BKV Előre                         | 888   | Czéró Ildikó Köfém SC                         | 885   |